# Baeckeoffe

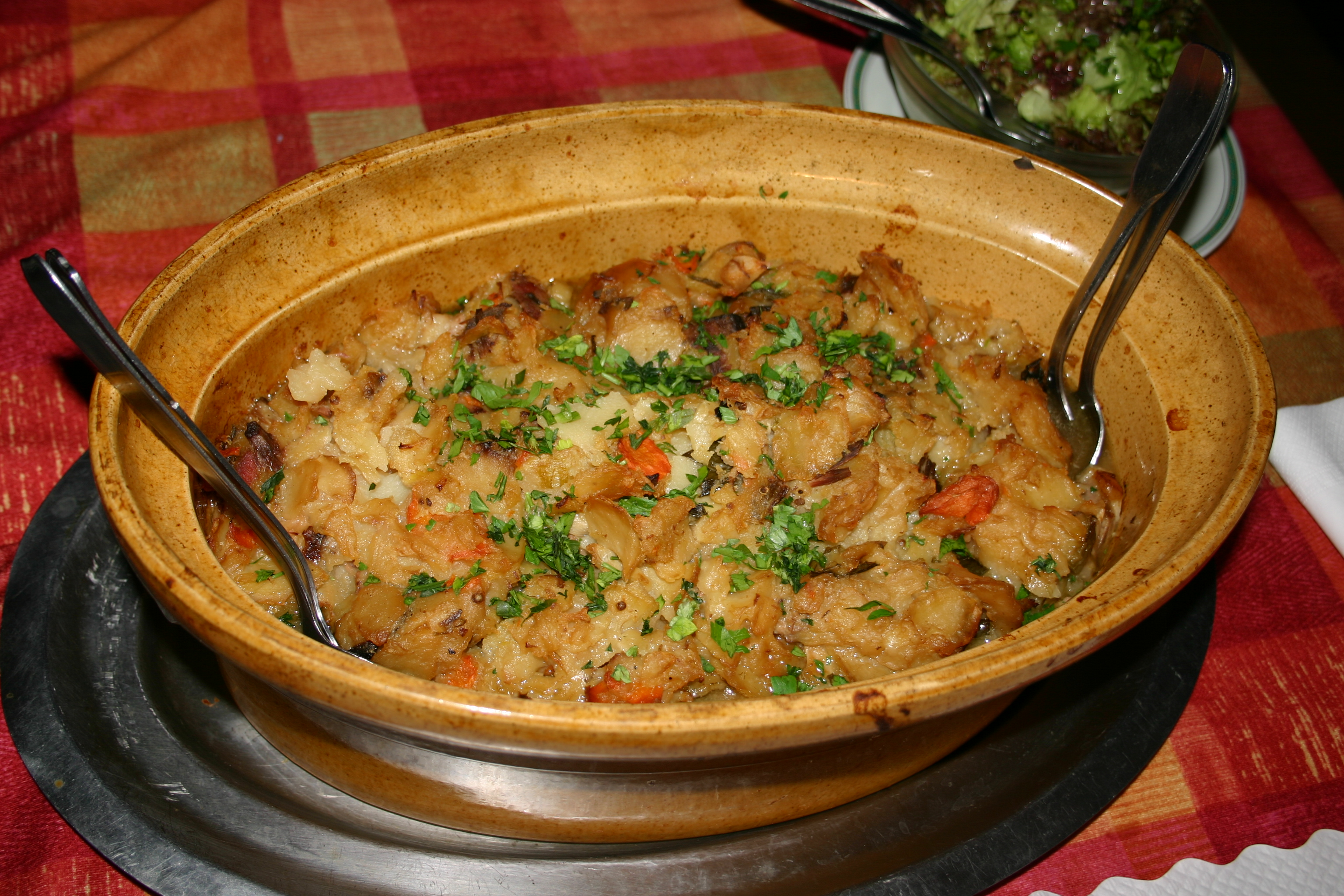
Baeckeoffe

Baeckeoffe is een gerecht uit de Elzas. De ingrediënten bestaan vooral uit aardappels, vlees groenten en wijn. 
De naam betekent "Bakkersoven" in het Elzassisch en refereert aan het feit dat het gerecht vroeger door de dorpsvrouwen in de nog warme oven van de bakker geplaatst werd om langzaam te garen. 